# مقطع تصادم (فيزياء)
مقطع تصادم  أو مقطع تفاعل  في فيزياء نووية (بالإنجليزية: cross section) هي مساحة مقطع نواة الذرة الذي «يراه» إلكترون أو نيوترون موجه إلى نواة الذرة ليصطدم بها. ويستخدم له وحدة سنتيمتر مربع، ونظرا لصغر مقطع الذرّة فيستخدم الفيزيائيون وحدة أخرى صغيرة مناسبة تسمى بارن.
وبمعنى أعم فهو يعطي مدى قابلية نواة ذرية للتفاعل مع جسيمات أولية. ذلك لأنه ليس مبنيا «فقط» على مقاييس النواة الذرية، ولكنه في الحقيقة يعتمد على شدة «تآثر» بين نواة الذرة والجسيم القادم عليها. وهذا التآثر يعتمد على خواص فيزيائية للنواة سواء كانت خواصا امتصاصية أو تشتتية أو تفاعلية. ورغم ذلك فالوحدة للمقطع دائما هي السنتيمتر المربع أو البارن، وهو الوحدة الصغيرة المناسبة.
1 بارن = 10−28 متر 2 = 100 fm2
1 fm = فمتومتر

## مقدمة

توضيح مقطع تصادم لذرات

عندما يصوب وابل من الجسيمات الأولية على شريحة رقيقة من معدن أو مادة معينة فيكون مقطع التصادم أو التفاعل {\displaystyle \sigma } هو المساحة «الافتراضية» التي تحوط كل ذرة في المادة. فإذا مر جسيم اولي خلال ذلك المقطع فسوف يتم التآثر بينه وبين النواة الذرية، فإما يمتص أو يتشتت أو يطرد أحد أجزائها.
وباعتبار أن التآثر سوف يحدث باحتمال 100% إذا مر الجسيم في ذلك المقطع للنواة، ولا يحدث تآثر (احتمال 0%) إذا لم يمر خلاله. وعلى ذلك يكون احتمال التآثر الكلي لجسيم واحد هو نسبة مقطع النواة إلي مساحة الشريحة بكاملها، ويرمز له بالرمز {\displaystyle \sigma }.

## التشتت
مقطع تصادم أو مقطع تشتت scattering cross-section, σscat هو المساحة الافتراضية التي تعبر عن احتمال تشتت الضوء على جسيم مثل الذرة. وقد يكون بدلا من الضوء أي أشعة كهرومغناطيسية أخرى مثل الأشعة السينية أو الأشعة فوق البنفسجية؛ التي هي فوتونات ذات طاقات مختلفة. وكما أوضحنا سابقا يختلف مقطع التشتت أو التصادم عن المقطع الهندسي للذرة. ويعتمد التشتت على طول موجة الفوتون الساقط، وامتصاصية وشكل وحجم الذرة (أو نواة الذرة). ويكون مقدار التشتت على عينة مادية هو حاصل ضرب مقطع التصادم في عدد الذرات في العينة. وحساب المقطع الكلي (σ) تتم بوحدة المساحة. والمقطع الكلي قد يتكون على الأقل من مقطع امتصاص  {\displaystyle \sigma _{A}\ }
و مقطع تشتت  {\displaystyle \sigma _{S}\ }
.
{\displaystyle \sigma =\sigma _{A}+\sigma _{S}\ }
وبالنسبة للضوء يتغير مقطع امتصاص مادة للضوء طبقا لقانون بير-لابرت، وهو ينص على أن امتصاص الضوء يتناسب تناسبا طرديا مع تركيز المادة في العينة:
{\displaystyle A_{\lambda }=Cl\sigma }
حيث:
C تركيز الذرات في المادة،
Aλ معامل امتصاص المادة للضوء تبعا لطول موجة الضوء الساقط λ ,
و l المسافة بين الذرات.
وطبقا للمصطلحات المستخدمة في المطيافية يمكن حساب الامتصاصية absorbance A على أساس النفاذية transmittance T (النفاذية هو جزء الضوء الذي نقيسه خلف العينة بعد قيام العينة بامتصاص جزء من الضوء الساقط). وعن النفاذية نعرف أنها تتبع علاقة لوغاريتمية مع الامتصاصية.
أي أن:
{\displaystyle A_{\lambda }=-\log {\mathcal {T}}.\ }

## في الفيزياء النووية
من المناسب في الفيزياء النووية كتابة احتمال وقوع تآثر بين النواة الذرية وجسيم مصوب إليها بصياغته في صورة «مقطع تفاعل». ومن الناحية الأحصائية فيمكن اعتبار الأنوية الذرية موزعة توزيعا متساويا في شريحة من المادة. ويوجد احتمال من الوجهة الهندسية أن يمر جسيم مصوب إلى الشريحة على مسافة {\displaystyle r} من أحد الأنوية. فإذا تواجد عدد {\displaystyle n} من الأنوية في مساحة {\displaystyle A} يكون احتمال التفاعل {\displaystyle (n\pi r^{2})/A}, وهو نسبة الدوائر ذات نطف القطر {\displaystyle r} حول الأنوية إلى مساحة الشريحة كلها.
فإذا تخيلنا أن الأنوية صلبة لا تسمح بمرور وابل من الجسيمات المصوبة إليها وأن مقاييس الجسيمات صغيرة ويمكن اهمالها، فيكون ذلك هو احتمال أن يصتدم جسيم بأحد الأنوية وتوقفه النواة ولا يعبر الشريحة. فإذا قمنا بقياس عدد الجسيمات التي تخللت الشريحة ونفذت منها فبذلك نستطيع تعيين مقطع التصادم المكافيئ للذرات.
وذلك التفسير يمكن اتباعه بالنسبة لأي نوع من التآثر بين الجسيمات والأنوية الذرية الموجودة في العينة. وعلى سبيل المثال، إذا صوبنا أشعة ألفا إلى شريحة من البيريليوم فإن احتمال تفاعل جسيم ألفا مع النواة مع تحرير نيوترون منها يمكن صياغته في صورة مقطع تفاعل مكافيئ لذرة البيريليوم لهذا النوع من التفاعل.

## اقرأ أيضا
- المسار الحر الوسطي
- مقطع نووي
- تشتت كومبتون
- حيود براج
- حيود النيوترونات
- مثنوية جسيم-موجة
- قانون براج
- حيود
- مقطع امتصاص
- طول التشتت
- مطال تشتت